# Manchester Liners

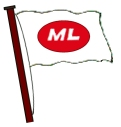
Kontorflagge der Reederei

Manchester Liners (ML) war eine britische Linienreederei.

## Geschichte

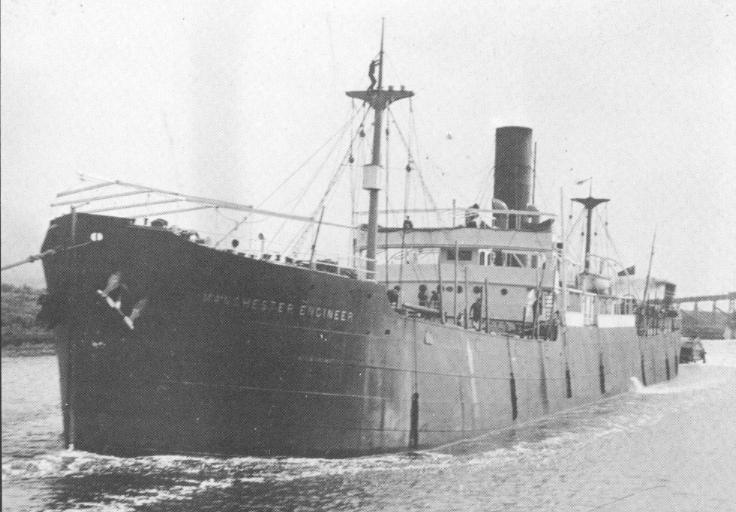
Die 1902 gebaute Manchester Engineer

Die Gründung des Unternehmens wurde 1897 von Sir Christopher Furness der Reederei Furness Withy initiiert. Hintergrund der Gründung war die Eröffnung des Manchester Ship Canal im Jahr 1894, die den Hafen von Manchester auch für größere Schiffe zugänglich gemacht hatte. Nach ersten Erprobungsreisen von Manchester nach Montreal mit Furness-Withy-Schiffen im Jahr 1897 wurde die Errichtung einer festen Linie zwischen Manchester und den kanadischen sowie US-amerikanischen Ostküstenhäfen beschlossen. Außer Furness Withy beteiligten sich die Manchester Ship Canal Company, die kanadische Regierung, die Canadian Pacific Railway und Anteilseigner aus den Vereinigten Staaten.
Bis zum Ersten Weltkrieg hatte sich die Linie gut etabliert. Während der folgenden vier Kriegsjahre verlor ML zehn ihrer Schiffe, darunter auch die Manchester Commerce, das erste Schiff dieses Krieges, das durch eine Mine verlorenging.
Auch im Zweiten Weltkrieg verlor die Reederei wieder zehn ihrer Schiffe, darunter die Manchester Regiment, die 1939 durch eine Kollision mit der Oropesa innerhalb eines Konvois sank. Drei während des Krieges neugebaute Schiffe ermöglichten nach dem Krieg die Wiederaufnahme eines wöchentlichen Kanadadienstes.

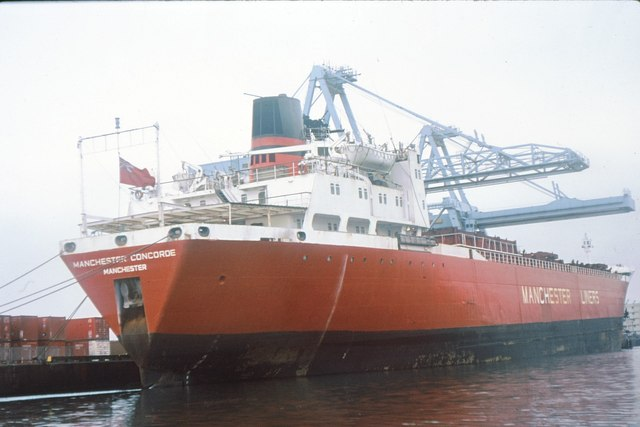
Die 1969 gebaute Manchester Concorde

Bis zur Eröffnung des Sankt-Lorenz-Seewegs im Jahr 1959 unterhielt die Reederei direkte Dienste zu vielen Häfen der Großen Seen. Mit dem Aufkommen des Containers schloss sich später ein ganzjähriger Containerdienst nach Montreal an, welches sonst während der Wintermonate nicht angelaufen werden konnte. In den 1960er Jahren weitete ML seinen Geschäftsbereich auf den Betrieb und die Verwaltung von Häfen, Schiffs- und Containerreparaturen und Straßentransporte aus.
Ende der 1960er und in den 1970er Jahren wuchsen im Zuge der zunehmenden Containerisierung die eingesetzten Schiffsgrößen der Reederei (Manchester Liners C-Klasse). Manchester Liners Containerbasishafen wurde zunächst von Manchester nach Ellesmere Port und später nach Liverpool verlegt. Nicht lange nach der Übernahme der Dachgesellschaft Furness, Withy & Co. durch die Orient Overseas Container (Holdings) des Hong Konger Reeders C.Y. Tung im Jahr 1980 verlor man mit der Eingliederung von Manchester Liners in den Mutterkonzern seine einstige Unabhängigkeit. Der Basishafen des Containerdienstes wurde daraufhin nach Felixstowe verlegt, die Containerlinie 1988 komplett in das Liniennetz der Orient Overseas Container Line überführt und der eigentliche Reedereibetrieb eingestellt. Nach der Übernahme der Furness Group durch die Hamburg Süd im Jahr 1990 verloren sich die letzten Spuren der ehemaligen Reederei.